# José Alí Meza
José Alí Meza Draegertt (Ciudad Bolívar, 17 aprile 1991) è un calciatore venezuelano, attaccante del Dep. La Guaira.

## Carriera

### Club
Ha giocato nella massima serie dei campionati venezuelano, boliviano e sudafricano.

### Nazionale
Ha partecipato al campionato sudamericano di calcio Under-20 2011.

## Palmarès

### Competizioni nazionali
- Copa Venezuela: 2

Mineros: 2011
Deportivo La Guaira: 2024
- Campionato venezuelano: 1

Deportivo Táchira: 2014-2015
- Campionato sudafricano: 2

Mamelodi Sundowns: 2018-2019, 2019-2020
- Coppa di Lega sudafricana: 1

Mamelodi Sundowns: 2019
- Coppa del Sudafrica: 1

Mamelodi Sundowns: 2019-2020